# Gorges de la Ribaute
Les gorges de la Ribaute (ou du Ribaouto) sont des gorges inhabitées en limite ouest du massif de l'Arize dans les Pyrénées, où coule la rivière Salat, un affluent de la Garonne, entre le lieu-dit Quercabanac et Lacourt. dans le département de l'Ariège, en Occitanie. Elles sont situées dans le parc naturel régional des Pyrénées ariégeoises.

## Toponymie
Ribaute et Ribaouto signifient « rives hautes »[réf. souhaitée].

## Histoire

### Bandits de petit chemin

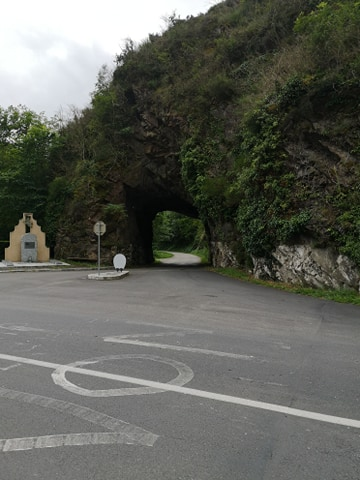
La porte de Kercabanac : le passage a été autrefois un repaire de brigands.

La communication entre Saint-Girons et les vallées du haut-Salat et de l'Arac débouchant sur Massat a été pendant longtemps difficile. Avant l'ouverture du petit tunnel situé au confluent du Salat et de l'Arac existait un sentier passant au milieu de rochers et surplombant un précipice au-dessus du Salat.
Ce lieu appelé passage des Rispes Hautes était naturellement adapté aux agressions. Il était fréquent de s'y faire dépouiller de ses biens. De nombreux brigands se cachaient derrière les rochers afin d'agresser les voyageurs. Le défilé de la Ribaute avait à l'époque mauvaise réputation.
Pour aller en Haut-Salat, il était préférable de le quitter au plus vite pour passer par la vallée de la rivière d'Alos ou celle de Laspieng (sur la commune de Soueix-Rogalle) qui débouche au niveau des trois arches visibles entre Kercabanac et Lacourt. Avant la construction du passage de Kercabanac c'était le meilleur chemin pour rejoindre Sentenac et Rogalle. Pour Soulan ou Massat, on partait de la rive droite du Salat sur les pentes des gorges de la Ribaute, plus précisément sur les flancs du cap des Espinassières. Exposé au soleil et seul accès à Soulan jusqu'au dernier quart du XVIIIe siècle, ce chemin existe encore jusqu'à Ardichen, hameau de Soulan, en passant par Araux (commune d'Erp). Araux détenait une importante mine de fer qui fut fermée en 1908 du fait des travaux de la ligne de chemin de fer. En revanche, le chemin se révélait dangereux en période de gel et de neige vu son étroitesse et l'importance de la pente surplombant le défilé. Il était très fréquenté car il traversait l'importante seigneurie de Soulan et Massat, bourg très peuplé, qui exportait du minerai de ses mines vers les forges de Lacourt et Saint-Girons.

### Grands travaux pour un train vers l'Espagne jamais établi
Pour enfin traverser facilement les Pyrénées centrales, le projet d’une ligne ferroviaire internationale de Saint-Girons à Lérida est déclaré d’utilité publique le 22 août 1881, mais aucune avancée ne se produit durant 20 ans. Le député de l’Ariège et ministre des affaires étrangères Théophile Delcassé impose en 1904 une ligne par la vallée de l’Ariège avec le percement du tunnel ferroviaire du Puymorens.
Le projet transpyrénéen central par un tunnel à Salau n’est certes pas abandonné à cette date : des échéances sur dix ans sont même fixées, toujours en 1904, entre les deux pays. L’Espagne ouvre la section de Lérida à Balaguer en 1924 ; cette ligne est même prolongée jusqu’à La Pobla de Segur en 1951.
En France, la plate-forme de la ligne est réalisée sur 17 km jusqu’à Oust, six tunnels sont percés dont quatre dans les gorges de la Ribaute, le plus grand mesurant 325 m, mais jamais la voie n'est posée au-delà de la desserte technique d’une carrière à Lacourt, elle-même abandonnée en 1954. Un pont cintré traverse l’Arac à Kercabanac.
Le projet ferroviaire stoppé après les travaux de plate-forme est définitivement abandonné en 1933.
Afin de désenclaver le Couserans vers le sud, le projet d’un tunnel routier sous le port de Salau est maintes fois défendu jusqu'aux années 1990 sans qu’aucun financement ne vienne le concrétiser.
Dans les gorges, la plate-forme est utilisée en voie routière à sens unique en rive droite (D3) depuis le pont de Kercabanac jusqu’à Lacourt, allégeant la circulation sur la RD618 en rive gauche.

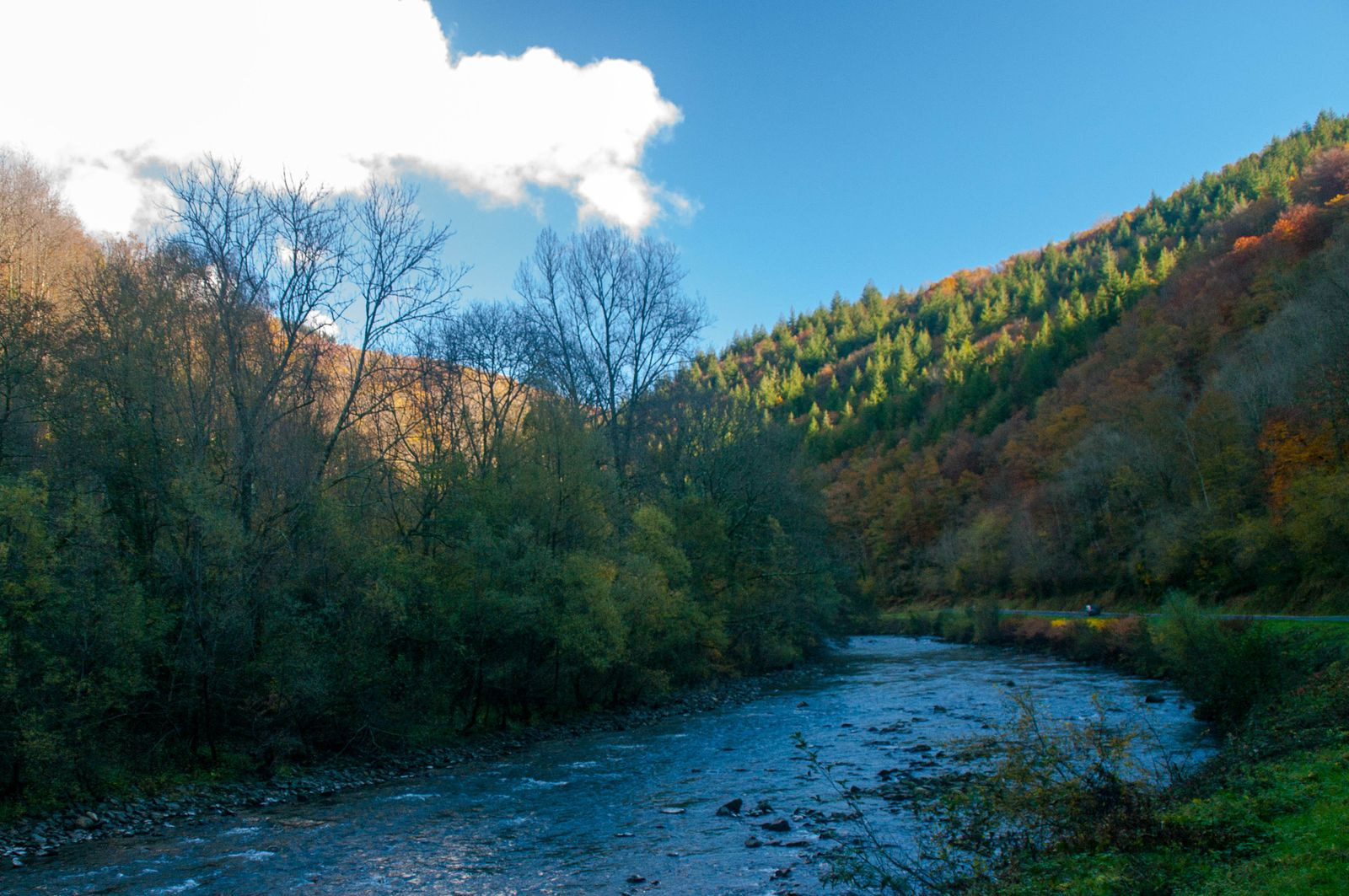
Le Salat vue vers l'amont.
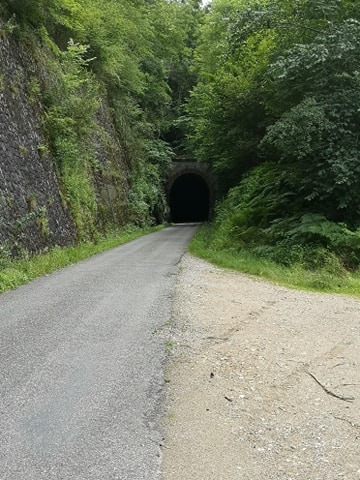
Un des tunnels des gorges de la Ribaute conçu pour une ligne ferroviaire jamais installée, aujourd'hui employé par une route en sens unique, en juin 2020.
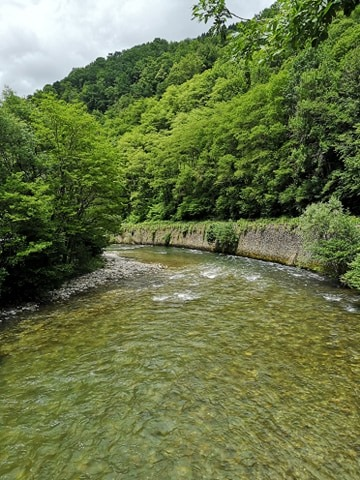
La berge aménagée pour recevoir une voie ferrée est occupée par une route en sens unique vers Saint-Girons.

### Épisode tragique
Le 10 juillet 1944, un camion bâché avec remorque avec des soldats allemands s’apprête à partir de Seix pour Saint-Girons. Au même moment, le car habituel tombe en panne à Seix. Les voyageurs sont invités à monter dans le véhicule allemand. Les maquisards ne sont pas prévenus et mitraillent le camion vers Kercabanac. Le véhicule fonce alors vers Saint-Girons puis se déleste en bordure de route des morts et d'une blessée considérée comme tel et qui survivra. Dans son ouvrage posthume La Libération de l’Ariège, l'historien Claude Delpla relève que : 

« Un groupe de maquisards de la Crouzette, formé par le groupe lorrain de Gabre, arrivé quelques jours avant, a tendu une embuscade à un convoi allemand annoncé. L’embuscade malheureusement confond le convoi attendu avec l’autobus avec remorque qui porte des voyageurs à Saint-Girons. Il y a quatre tués (deux femmes, deux hommes) et dix blessés. »

## Accès
En rive gauche du Salat se trouve la RD 618. En rive droite, la D3 est une route en sens unique de Quercabanac à Lacourt, dite « route des tunnels ».

### Hydroélectricité

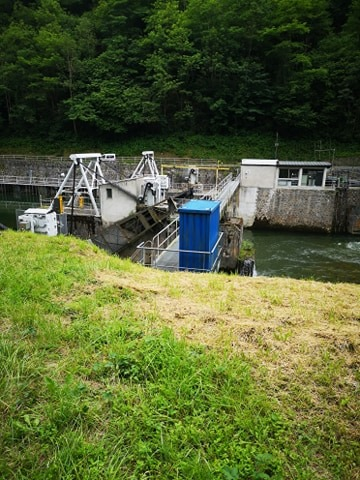
Installation de régulation pour la production hydroélectrique sur le Salat.

## Activités

### Randonnée
Le sentier des Rispes Hautes offre au randonneur un point de vue sur les différentes vallées comme celles du Salat, de l'Arac, de Laspieng ou encore celle encaissée de la rivière d'Alos.

## Culture
Paru en 1982, un roman de Loup Durand, La porte de Kercabanac, puis rebaptisé lors de sa réédition en 1991 Les Cavaliers aux yeux verts, selon le titre du téléfilm. Il relate la vie très difficile et les espoirs d'un village du Haut-Salat au XIXe siècle. Le téléfilm est réalisé en 1989 par Michel Wyn, avec notamment Xavier Deluc, Irène Papas et Jean-François Garreaud. Une bande dessinée paraît en 1992.